# Регульоване заднє антикрило

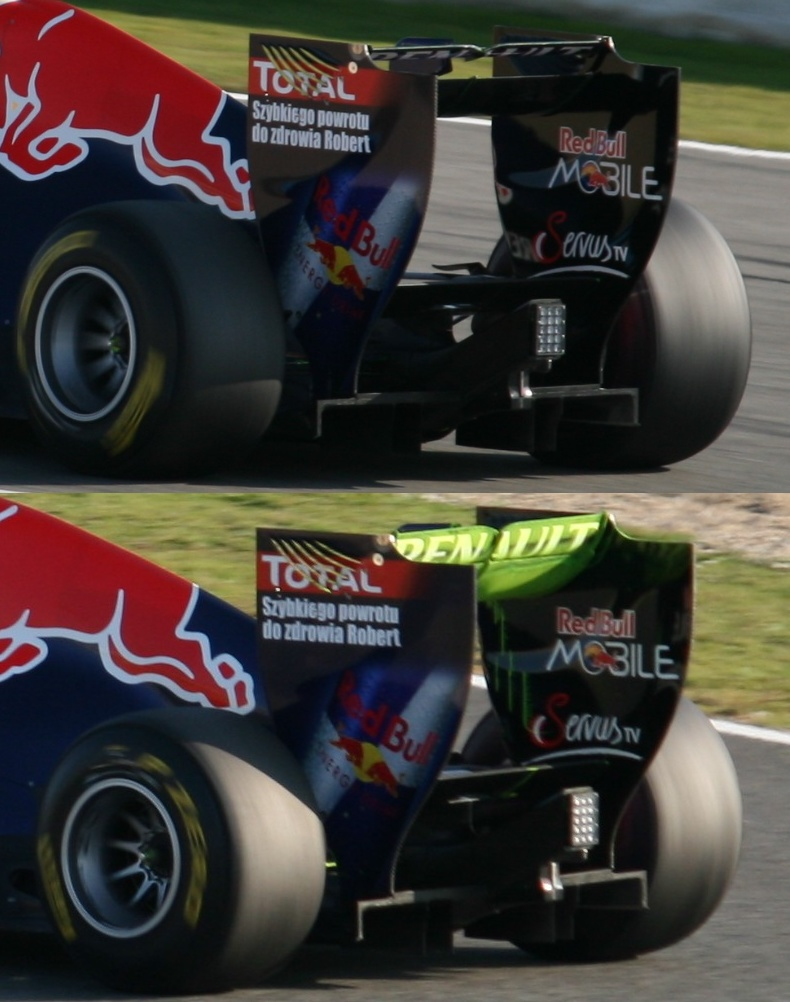
DRS на Red Bull RB7: вгорі заднє антикрило в активованому стані, внизу — у стандартній конфігурації

Регульо́ване за́днє антикрило́ або DRS (англ. Drag Reduction System, DRS — система зниження турбулентності) — аеродинамічний елемент перегонового автомобіля Формули-1 з 2011 року, автомобіля чемпіонату DTM з 2013 року, що дозволяє шляхом зміни кута атаки площини заднього антикрила зменшувати притискну силу, яка діє на болід і тим самим збільшувати швидкість на прямих ділянках траси.
На використання DRS накладається низка обмежень. Так, активувати DRS у перегонах дозволяється лише на попередньо визначеній FIA частині траси, лише за наявності попереду у безпосередній близькості іншого автомобіля та у строго визначений час.

## Історія
У 2009 році уперше в історії Формули-1 було дозволене використання рухомих аеродинамічних елементів. Пілот мав право протягом перегонів змінювати конфігурацію переднього антикрила, а отже, і впливати на швидкість боліда на прямих.
Допускалось, що це повинно сприяти зростанню кількості обгонів, однак на практиці регульоване антикрило використовували обидва пілоти і той що обганяє, і той кого обганяють. Тому це нововведення значного впливу не зробило і незабаром було скасоване. З усім тим FIA після аналізу досвіду використання переднього регульованого антикрила перед початком сезону 2011 включила у регламент інший варіант регулювання аеродинамічних елементів. Принципові відмінності полягали у тому, що тепер було дозволено змінювати кут атаки не переднього, а заднього антикрила, крім того, у регламент були уведені умови, при яких може відбуватись активування.
Нова система продемонструвала свою ефективність уже на своєму дебютному Гран-прі Австралії 2011, де протягом гонки було зафіксовано 29 обгонів проти, наприклад, 12 у 2008 році. Однак більша частина цих обгонів була виконана завдяки системам рекуперативного гальмування (KERS — англ. Kinetic Energy Recovery System), оскільки на трасі у Мельбурні були утрудненими обгони в кінці зони активації DRS. На наступному етапі в Малайзії на автодромі Сепанг завдяки DRS і KERS було зареєстровано 56 обгонів проти 24 роком раніше. Після завершення Гран-прі Малайзії Ніко Росберг назвав DRS «найкращим нововведенням за всю історію Формули-1».

## Принцип дії
Болід Формули- 1 оснащений двома антикрилами: спереду і позаду. Антикрила необхідні для створення притискної сили, яка покращує контакт шин з асфальтом і корисна у поворотах, однак на прямій ділянці траси ускладнює прискорення автомобіля.
У конструкціях болідів з 2011 року після натискання кнопки на кермі певна частина заднього антикрила може зменшувати кут нахилу до горизонтального розташування. У результаті потік повітря, що надходить до заднього антикрила, не зазнає впливу з боку площини крила і не перешкоджає прискоренню боліда. Викликаний цим приріст швидкості може становити до 12 км/год в кінці прямої ділянки траси.

## Правила використання DRS

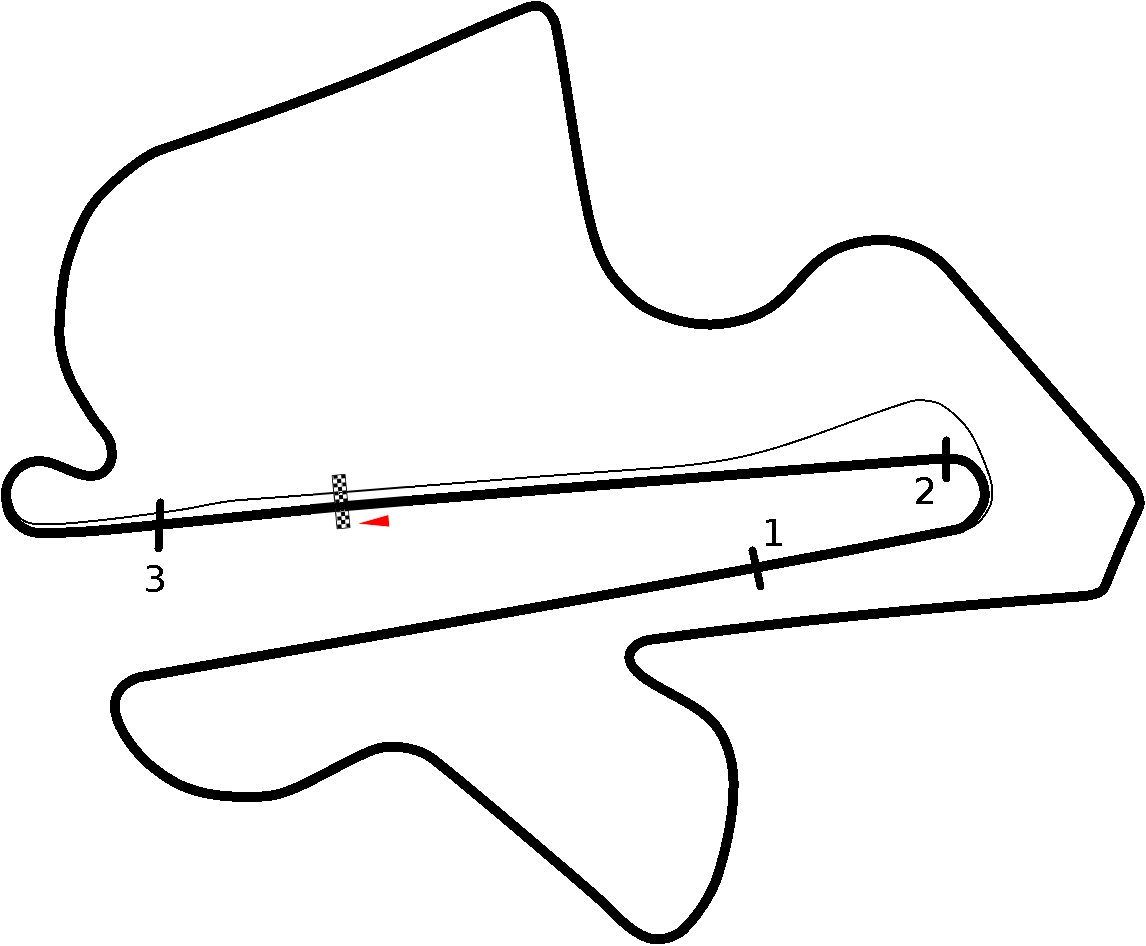
Зони DRS на трасі Сепанг у 2011 році. 1: точка відліку 1-секундного проміжку між болідами. 2: точка активування DRS. 3: приблизна точка деактивування DRS на гальмуванні перед першим поворотом

Протягом перегонів регульоване заднє антикрило дозволяється активувати лише у випадку, якщо болід, який активує DRS, перебуває у наперед визначеній частині траси (зазвичай, на найдовшій прямій) і не більше ніж у секунді відставання від іншого боліда (FIA залишає за собою право у деяких випадках змінювати цей проміжок часу). Крім того, необхідно, щоб:
- з моменту початку або рестарту перегонів болід проїхав не менше 2-х кіл траси;
- у випадку виїзду на трасу автомобіля безпеки — з моменту його повернення у бокси болід проїхав не менше 2-х кіл;
- умови, у яких відбуваються змагання, признані дирекцією Гран-прі безпечними для використання DRS. Наприклад, активація DRS може бути забороненою у випадку сильного дощу, як це сталося на Гран-прі Канади 2011.

DRS автоматично деактивується, коли пілот натискає на педаль гальм.
На трасі може бути одна або дві зони DRS. У випадку двох зон DRS використовується, або одна спільна точка заміру інтервалу між болідами, або дві окремі точки — кожна для своєї зони активування заднього антикрила.
Починаючи з 2011 року під час вільних заїздів і кваліфікації DRS дозволялось використовувати без обмежень. Починаючи з 2013 року, у вільних заїздах і кваліфікації DRS можна використовувати лише у тих зонах, що і у перегонах.

## Програмне забезпечення керування DRS

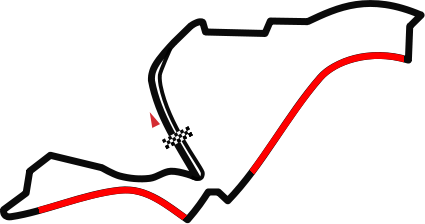
Подвійна зона активування DRS на трасі Гран-прі Європи у Валенсії

У зв'язку зі складністю правил, що регламентують використання DRS (наприклад, гонщик не в змозі самостійно визначити, чи відстає він від переднього боліда більше ніж на секунду), активацією DRS в перегонах керує програмне забезпечення, розроблене FIA спільно з командами. Дане програмне забезпечення дозволяє активацію DRS після натискання кнопки в кокпіті лише у випадках виконання усіх перерахованих вище норм.
Особливістю програмного забезпечення, що відповідає за DRS, є нездатність автоматики відрізнити безпосередніх суперників пілота від колових. Внаслідок цього пілот може активувати DRS, перебуваючи менше ніж в секунді позаду колового, що в ряді випадків дає лідерам незначну перевагу. Водночас колові, перебуваючи менше ніж в секунді позаду пілота, Що випереджає їх на коло, можуть активувати DRS і використовувати отриману перевагу, щоб зменшувати відставання від лідерів.
Спочатку програмне забезпечення DRS передбачало лише одну зону активації заднього антикрила протягом кола перегонів. Однак на Гран-прі Туреччини 2011 дебютувала нова версія програми, що дозволяла встановлювати дві і більше зон DRS. Цю функціональність було апробовано на Гран-прі Канади 2011 у Монреалі та Гран-прі Європи 2011 у Валенсії, при цьому в обох випадках зони активації DRS були розташовані на двох послідовних прямих ділянках.

## Критика
Багато хто з журналістів і спортсменів, серед них, експілот Формули-1 Мартін Брандл, вважають, що система DRS перевиконала свою задачу: якщо до введення системи обганяти було занадто важко, то після її уведення — занадто легко. В результаті майстерність пілотів втрачає своє значення а глядачі не встигають відслідковувати усі обгони.
Також поширеною є думка, що DRS ставить пілотів у нерівні умови: пілот, який атакує може скористатися системою для атаки, а пілот, що захищається для захисту чи контратаки — не має права. Однак ця перевага деякою мірою нівелюється особливостями аеродинаміки болідів Формули-1, оскільки пілот, що атакує спочатку знаходиться в менш вигідному становищі через завихрення за заднім антикрилом лідера. Таким чином, DRS можна також розглядати як засіб компенсації аеродинамічних втрат пілота, який атакує.
Інші зауваження пов'язані з нездатністю системи контролю DRS відрізняти безпосередніх суперників від колових та з потенційною можливістю проявлення помилок у програмному забезпеченні DRS. Так на 23 колі Гран-прі Китаю 2011 через програмну помилку антикрило на боліді Фернандо Алонсо не активувалось вчасно і змінило конфігурацію лише через 450 метрів від початку зони активації. Після цього на гальмуванні система не деактивувалась, і антикрило залишалось відритим ще протягом 450 метрів після закінчення прямої ділянки траси. У зв'язку з тим, що гонщик не отримав коштом цього переваги, його не оштрафували за порушення правил. Після завершення Гран-прі помилка в програмі була усунена.